# 真珠商法
真珠商法（しんじゅしょうほう）とは真珠の養殖を行う業者が、消費者に儲け話として真珠の養殖の出資者を募り、金を集めるという商法。業者は勧誘している時点で多額の金額を要求しているものの、後になれば一層の多額にして返すなどといった話で出資者を募っている。だがこの商法を行っている業者が出資の受入れ、預り金及び金利等の取締りに関する法律（出資法）違反などといった容疑で逮捕されるという例がある。
2007年には、愛媛県に存在する企業が、真珠養殖事業への投資として約2500人から約50億円を集めたという業務が出資法違反、詐欺として幹部の数人が逮捕されることとなった。